# Bastion arménien
Le bastion arménien (en ukrainien : Вірменські бастіони est une partie de la forteresse de Kamianets, ancienne capitale de la Podolie. Elle est l’un des monuments architecturaux classé d'Ukraine.

## Histoire
Il est situé à l'est du château, proche du pont turc. La ville comptait une importante communauté arménienne et c'est elle qui finança la construction de cette partie des fortifications de la ville. Ils firent appel à l'ingénieur italien Camilius. Le bastion est aussi connu comme bastion ste-Thérèse, la grande cocarde.
Construit au début du XVIe siècle, assez rapidement ruiné, en 1730 il est renforcé par des parapets en bois puis par les travaux de l'architecte Christian Dalhke puis la dernière mise aux normes de défense remonte à 1760.